# Seslerieae
Seslerieae es una tribu de la subfamilia Pooideae, perteneciente a la familia de las poáceas.

## Géneros
Echinaria, Oreochloa, Psilathera, Sesleria, Sesleriella